# Taos Pueblo
|  | No s'ha de confondre amb Pueblo de Taos. |

Taos Pueblo és una concentració de població designada pel cens (CDP) localitzada al Comtat de Taos, al nord de l'estat estatunidenc de Nou Mèxic. Es troba just al nord de Taos i a l'est d'El Prado; dins del municipi es troba el Pueblo de Taos. Segons el cens dels Estats Units del 2010, tenia 1.135 habitants, el qual representa una disminució del 10,2% respecte dels 1.264 habitants registrats al cens del 2000.

## Geografia
Taos Pueblo es troba en les coordenades 36° 26′ 55″ N, 105° 33′ 14″ O / 36.44861°N,105.55389°O. El riu Rio Pueblo de Taos passa per Taos Pueblo.
Segons l'Oficina del Cens dels Estats Units, el CDP té una àrea de 40,5 quilòmetres quadrats, dels quals tots són terra.

## Demografia
Segons el cens del 2000, hi havia 1.264 habitants, 441 llars i 316 famílies residint en el CDP. La densitat de població era de 31,2 persones per quilòmetres quadrat. HI havia 682 cases en una densitat de 16,9 per quilòmetre quadrat. La composició racial del CDP era d'un 2,93% blancs, un 95,02% natius americans, un 0,40% illencs pacífics, un 0,32% d'altres races i un 1,34% de dos o més races. Hispànics i llatinoamericans de qualsevol raça formaven el 4,11% de la població.
Hi havia 441 llars de les quals un 29,5% tenien menors de 18 anys vivint-hi, un 39,0% eren parelles casades vivint juntes, un 20,6% tenien una dona com a cap de la llar sense cap marit present i un 28,3% no eren famílies. En un 25,6% de totes les llars tan sols hi vivia una persona i un 9,3% tenien algú vivint-hi sol major de 64 anys. La mitjana de mida de la llar era de 2,87 persones i la de la família era de 3,39 persones.
Pel CFP la població s'estenia en un 26,1% menors de 18 anys, un 8,5% de 18 a 24 anys, un 28,8% de 25 a 44 anys, un 22,1% de 45 a 64 anys i un 14,5% majors de 64 anys. L'edat mediana era de 36 anys. Per cada 100 dones hi havia 102,6 homes. Per cada 100 dones majors de 17 anys hi havia 103,0 homes.
L'ingrés anual de mediana per a cada llar en el CDP era de 20.682 $ i l'ingrés anual de mediana per a família era de 23.867 $. Els homes tenien un ingrés anual de mediana de 19.861 $ mentre les dones en tenien de 18.333 $. La renda per capita era de 10.002 $. Un 27,4 de les famílies i un 31,6% de la població vivien per sota del llindar de la pobresa, incloent-n'hi dels quals un 36,3% menors de 18 anys i un 38,0% majors de 64 anys.